# 大沃肯
大沃肯是德国梅克伦堡-前波莫瑞州的一个市镇。总面积21.91平方公里，总人口1087人，其中男性562人，女性525人（2011年12月31日），人口密度50人/平方公里。